# وطن (مسلسل)
وطن هو مسلسل دراما بوليسي سياسي عراقي عُرض في رمضان عام 2022. المسلسل من تأليف مهند أبو خمرة بمشاركة رحيم عبدو وإخراج مهند أبو خمرة والذي شارك بأول تجربة تمثيلية له في المسلسل في دور البطولة.

## القصة
قصة «وطن» تبدأ عندما يحصل انفجار سيارة مفخخة قرب محل ورد راح ضحيته العديد من الأبرياء من ضمنهم زوجته «أمل»، فقرر أن ينتقم من المتسببين بهذا الإنفجار الذي كان من ورائه «جحيم» وهو رجل أعمال كبير والذي يزرع الخوف والقتل والفوضى بالعراق عن طريق استخدام العصابات والمليشيات والإرهابيين التابعين له وينفذ أجندة دول خارجية لتدمير الشعب العراقي، فيبدأ «وطن» حربه على العصابات والمليشيات ويقوم بتصفيتها وحده بالكامل وينضم إليه بعض أفراد الشعب الذين أطلقوا على نفسهم لقب الوطنيين الذين يقتدون به ويساعدونه في معركته ضد الفساد. يرتدي وطن قناعاً مصنوعاً من الغترة ويحمل سلاح يعرف بالمقوار وهو السلاح الذي حارب به العراقيون الجيش الإنكليزي وطردوهم من الأراضي العراقية في ثورة العشرين.

## ردود افعال
استُقبل المسلسل بالعديد من المعارضات، فقد أصدرت وزارة الداخلية العراقية بيانا استنكرت فيه أحد المشاهد في المسلسل يعرض ضابطة في وزارة الداخلية تتعرض للتنمر من قبل زملائها في العمل. كما أصدر ديوان الوقف الشيعي في العراق بياناً صرحت فيه «رصدنا في الايام القليلة الماضية ومن خلال مسلسل درامي رمضاني عراقي يبث على قناة (UTV) ويحمل اسم (وطن) اساءة متعمّدة وواضحة الاهداف للمقدّسات الدينية من خلال تصوير رجل دين شيعي يبرر الجريمة بآية قرآنية، ومما يعمق الإساءة انها تأتي للدين الإسلامي في شهر رمضان، الذي يمثل الموسم الديني والروحي الأهم لدى المسلمين كافة»، ذلك أثر عرض مشهد لرجل دين شيعي يبرر فيه سفك الدماء بما يتوافق مع سلوك أحد المسؤولين. كما هددت فصائل مسلحة باقتحام مكتب قناة يو تي في عراق التي قامت بعرض المسلسل، وترتب عليه إرسال الحكومة العراقية قوة أمنية إلى الموقع المستهدف لمنع أي حادثة اقتحام. كما صرحت نقابة الصيادلة أن «النقابة لن تدخر جهدا في الدفاع عن حقوق الصيادلة ولن تسمح بالتجاوز على المجتمع الصيدلاني واثارة الرأي العام وسنرد وفق القانون» وذلك بعد عرض مشهد يسلط الضوء على الفساد في المؤسسات الصيدلانية والأدوية.

## الممثلون
| - مهند أبو خمرة في دور (وطن) - جواد الشكرجي في دور (جحيم) - جلال كامل في دور (صمد) - سناء عبد الرحمن في دور (زهرة) - كادي القيسي في دور (ياسمين) | - مريم غريبة في دور (ايناس) - رولا عادل في دور امل) - علي عيسى في دور (المقدم حازم) - محمد الخالدي في (دور دمار) - عباس الشيباني في (دور ايمن) | - مرتضى اركان في دور (علي حربه) - حسن كامل في دور (جمال سبيد) - علي حسن (اصف) - جبار (الجنابي) - عمر فاروق في دور (سرمد) |